# کلاس ادیتوری
کلاس ادیتوری (انگلیسی: Class Editori) شرکت رسانه‌ای ایتالیایی است، که در سال ۱۹۸۶ تأسیس شد.